# Víctor Mareco
Víctor Hugo Mareco (ur. 26 lutego 1984 w Asunción) – paragwajski piłkarz występujący na pozycji obrońcy. Zawodnik klubu Sol de América.

## Kariera piłkarska
Víctor Mareco jest wychowankiem Olimpii Asunción. W 2001 roku przeszedł do włoskiej Brescii, jednak w Serie A zadebiutował dopiero sezon później, w zremisowanym 2:2 meczu z Regginą. Pierwszą bramkę we włoskiej lidze strzelił 20 marca 2005, w przegranym 1:3 meczu z Chievo Werona. Przez kolejne sezony jego klub grał już w Serie B, jednak w 2010 roku Brescia ponownie znalazła się we włoskiej ekstraklasie.